# Лебяжье (Ульяновская область)
Лебяжье — село в Мелекесском районе Ульяновской области России. Административный центр Лебяжинского сельского поселения.

## География
Село находится в восточной части Левобережья, в лесостепной зоне, в пределах Низкого Заволжья, к востоку от реки Большой Черемшан, на расстоянии примерно 7 километров (по прямой) к югу от города Димитровграда, административного центра района. Абсолютная высота — 55 метров над уровнем моря.
Климат
Климат характеризуется как умеренно континентальный, с тёплым летом и умеренно холодной зимой. Средняя температура воздуха самого тёплого месяца (июля) — 20 °C (абсолютный максимум — 39 °C); самого холодного (января) — −13,8 °C (абсолютный минимум — −47 °C). Продолжительность безморозного периода составляет в среднем 131 день. Среднегодовое количество атмосферных осадков составляет 406 мм. Снежный покров образуется в конце ноября и держится в течение 145 дней.
Часовой пояс
Село Лебяжье, как и вся Ульяновская область, находится в часовой зоне МСК+1. Смещение применяемого времени относительно UTC составляет +4:00.

## История
Основано предположительно в конце XVII века, как селение Лебяжье озеро и Озерки тожъ. 
В 1754 году в селе была построена деревянная Христорождественская церковь. В 1848 году была перестроена, освящена; в 1906 году построена новая церковь, 14.12.1908 г. освящена. 
В 1780 году, при создании Симбирского наместничества, было два населённых пункта — село Рожественское Лебяжье тож, при озере Лебяжьем, крещеной мордвы, ясашных чюваш и деревня Старое Лебяжье, при озере Лебяжьем, жители в ней числятся по ревизии в селе Лебяжьем.
На 1859 год село Лебяжье и деревня Озерки, удельных крестьян, при озере Лебяжьем, в 1-м стане, по почтовому тракту из г. Оренбурга в г. Симбирск.
На 1900 год в русском селе Лебяжье (Озерки тожъ), при озере Лебяжье, было волостным центром, в 644 дворах жило: 1461 муж. и 1629 жен.; имелось: церковь, две школы: земская и церковно-приходская, 12 ветряных мельниц, кирпичный завод, волост. прав.
В 1930 году церковь закрыли. В дальнейшем её использовали как зернохранилище, и как склад химикатов, и как хранилище горюче-смазочных материалов. В 1989 году храм был возвращён Русской православной церкви. Его восстановления занялся игумен Иоанн Подфедько, и уже 2 августа того же года была проведена первая служба. Полное восстановление церкви заняло несколько лет. 
В 1952—1956 годах, во время строительства Куйбышевской ГЭС, к селу Лебяжье были доприселены Переселенческие посёлки и Власовка. 

## Население
| 1859 | 1889  | 1897  | 1910  | 2010  |
| ---- | ----- | ----- | ----- | ----- |
| 2213 | ↗3194 | ↘3184 | ↗3849 | ↘1032 |

Национальный состав
Согласно результатам переписи 2002 года, в национальной структуре населения русские составляли 93 % из 1020 чел.

## Известные уроженцы
- Верясов, Степан Иванович — пограничник-красноармеец. Депутат ВС РСФСР от Куйбышевской области.

## Инфраструктура
Храм Рождества Христова (Церковь Рождества Христова).

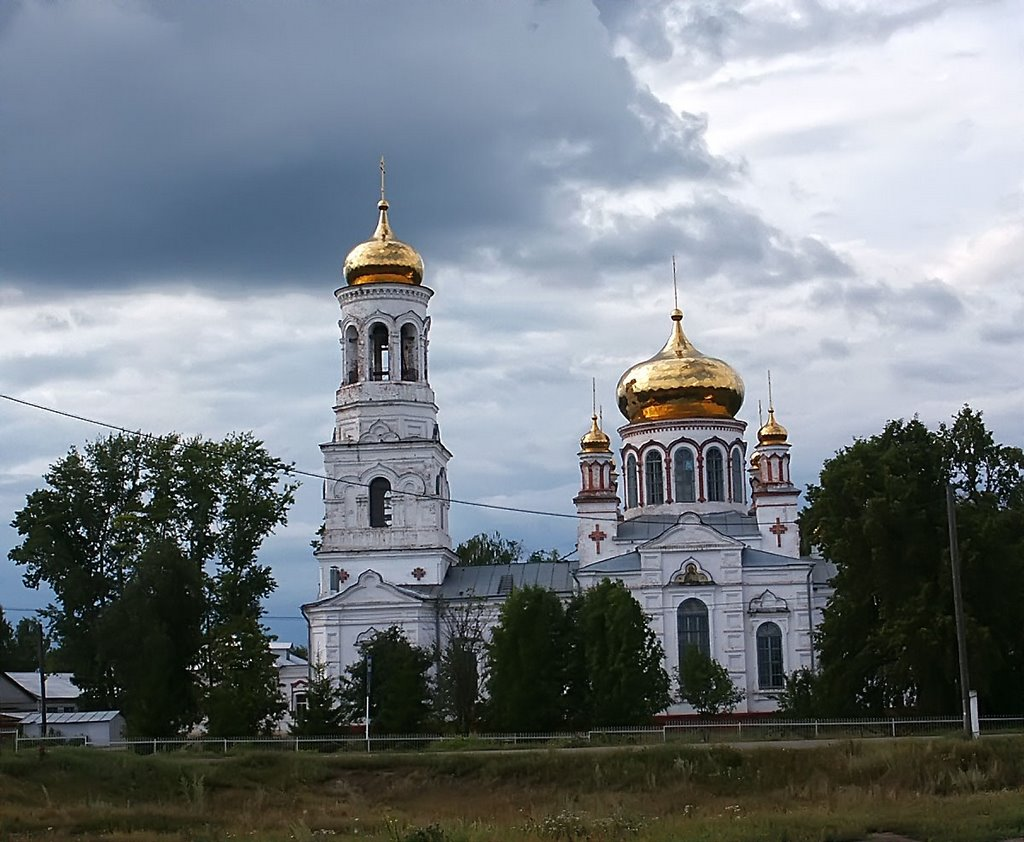
Храм в Лебяжье.
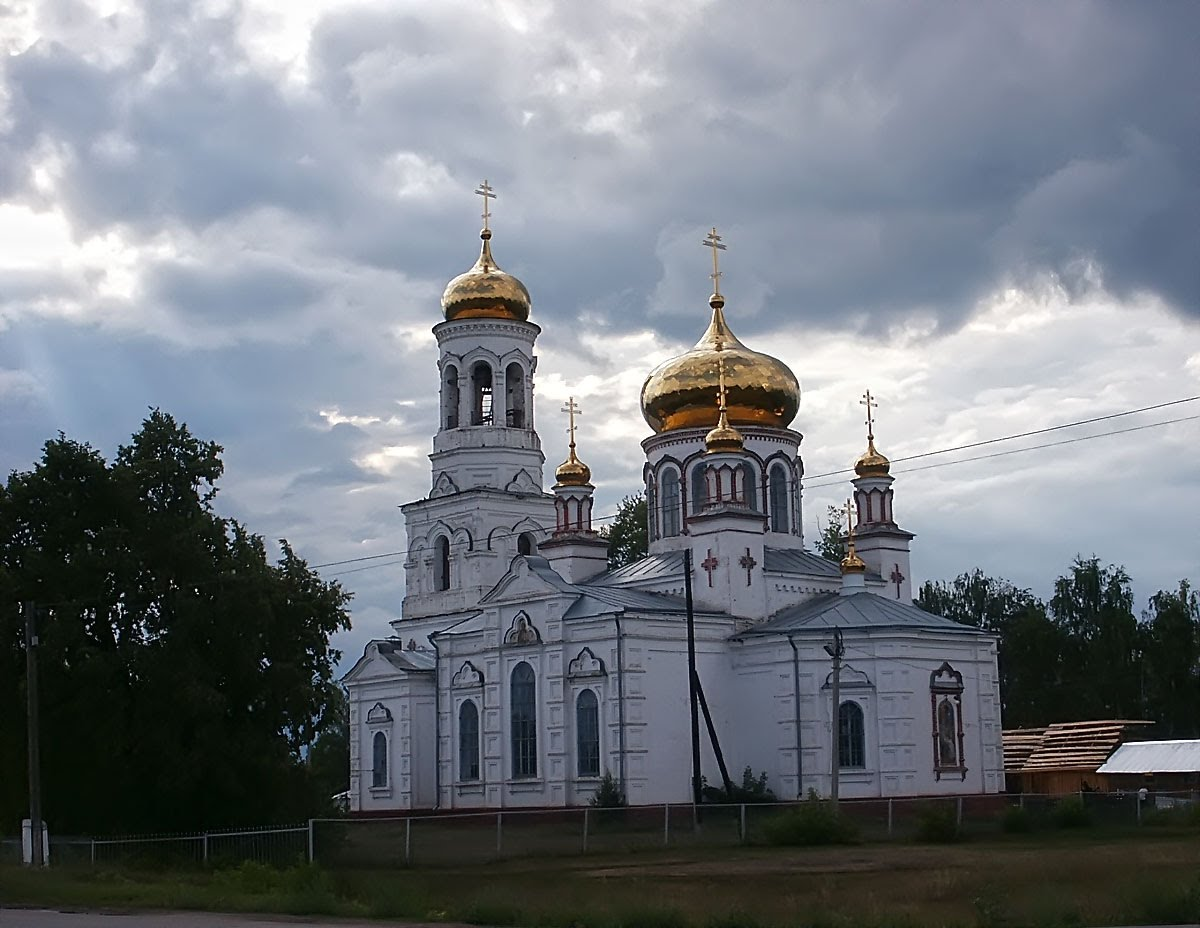
Храм в Лебяжье.
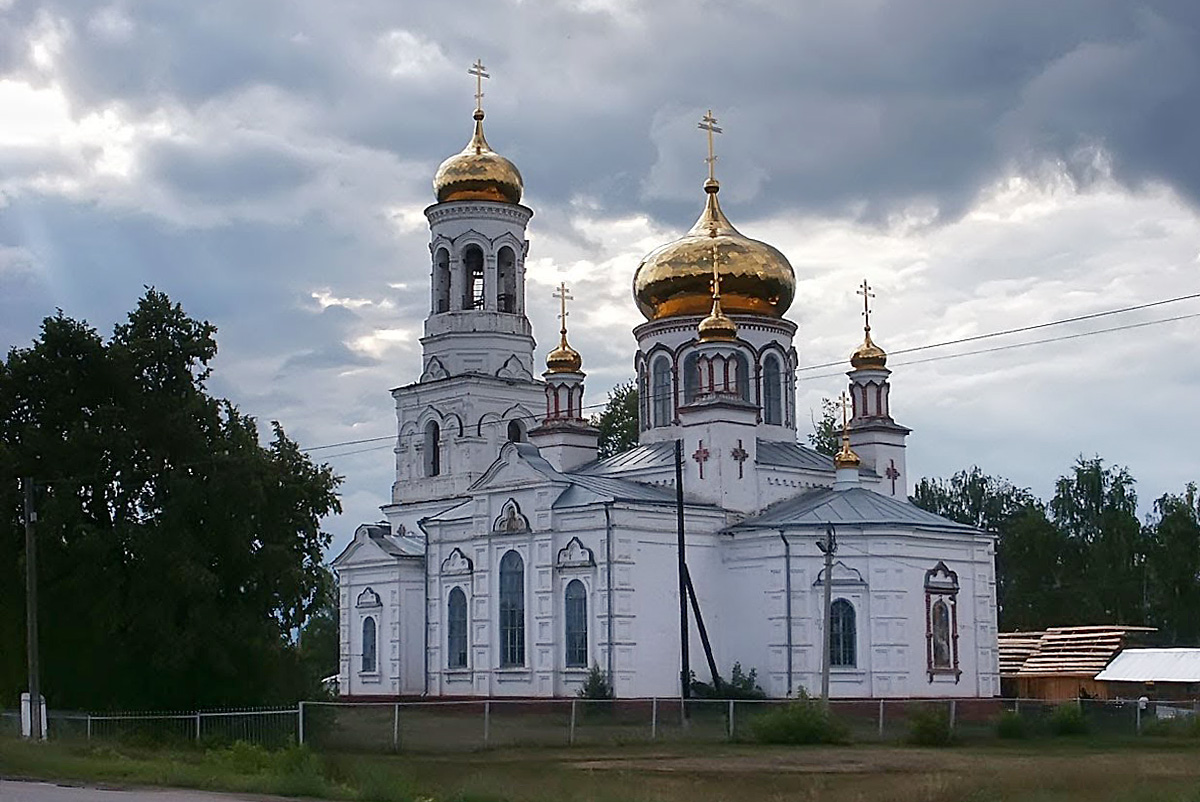
Храм в Лебяжье.

## Село в филателии
- В 2010 году Министерство связи России выпустило ХМК — «Ульяновская область. с. Лебяжье. Храм Рождества Христова»[21].